# Konplott
Die Konplott S.à r.l. ist ein Anbieter für handgefertigten Modeschmuck und Fashion-Accessoires mit Sitz in Rosport, Luxemburg. Weltweit beschäftigt das Unternehmen rund 1.200 Mitarbeiter und betreibt über 80 eigene Geschäfte. Der Modeschmuck wird in mehr als 900 Läden weltweit verkauft. Der Name Konplott besteht aus den Anfangssilben der Nachnamen der Gründerin Miranda Konstantinidou und ihres damaligen Geschäftspartners.

## Geschichte
Das Unternehmen wurde 1986 in einer kleinen Werkstatt in Trier (Deutschland) gegründet. Die Unternehmerin Miranda Konstantinidou fertigte dort die ersten Schmuckstücke und belieferte zunächst einige Händler. Der Bedarf an ihren Schmuckstücken wurde immer größer und die Marke Konplott immer beliebter. Rund zehn Jahre später eröffnete die Unternehmerin ihren ersten eigenen Shop in Trier. Doch auch dies konnte die Nachfrage nicht sättigen, sodass Miranda Konstantinidou im Jahr 2000 die erste Produktionsstätte auf den Philippinen eröffnete. Dieses Werk beschäftigt 800 Mitarbeiterinnen und misst rund 4000 Quadratmeter.
Im Januar 2006, im 20. Jahr seit der Gründung ihrer Marke, ehrte die französische Modepresse Miranda Konstantinidou mit dem „Etoile“ für die beste Gesamtkollektion.
Zum 25-jährigen Bestehen 2011 wurden Jubiläums-Schal-Kollektionen in limitierten Editionen aufgelegt.

## Miranda Konstantinidou
Miranda Konstantinidou, geboren in Thessaloniki, wuchs in Deutschland auf und studierte in Bologna und Trier Modedesign und Modegrafik. Die Griechin lebt und arbeitet auf Cebu (Philippinen) und in Luxemburg. Konstantinidou wurde 1991 als erste Nicht-Französin mit dem französischen Modeschmuckpreis ausgezeichnet.
Jedes Schmuckstück der Marke Konplott wird von Konstantinidou persönlich entworfen. Sie setzt im Unternehmen stark auf Solidarität und eine Firmenkultur, die fast ausschließlich von Frauen geprägt wird.

„Frauen sind meine Inspiration. […] Und ich entwerfe für sie. Für ihren Tag. Für Ihre Stimmung. Von morgens bis abends. Von Business bis Gala. Von Teenie bis Dame. […] Von gestern bis morgen.“

## Kollektionen
Konplott-Kollektionen sind handgefertigt und nur in limitierten Editionen erhältlich. Konplott verarbeitet Materialien wie Keramik, Leder, Holz, Knochen, Stein, Glas, Kiesel, Kristallstrass und Perlen. Das Unternehmen entwirft jedes Jahr etwa zwölf Kollektionen und einige Extras. Jede Kollektion umfasst rund 150 Teile; die teuersten Kollektionen können einige tausend Euro kosten.